# Flying Colors
Flying Colors ist eine Progressive-Rock-Supergroup, bestehend aus Casey McPherson (Alpha Rev), Steve Morse (Dixie Dregs, Deep Purple, Kansas), Neal Morse (Spock’s Beard, Transatlantic), Dave LaRue (Dixie Dregs, Planet X) und Mike Portnoy (Dream Theater, Transatlantic, Liquid Tension Experiment, OSI, Adrenaline Mob, The Winery Dogs).

## Geschichte
Im Jahr 2008 stellte der Produzent Bill Evans eine Liste der Personen zusammen, mit denen er seine Idee von Flying Colors verwirklichen wollte: Mike Portnoy, Steve Morse, Dave LaRue, Neal Morse und Produzent Peter Collins, der bereits mit Rush, Bon Jovi, Elton John und Jewel Kilcher zusammengearbeitet hatte. Nachdem die vier Musiker und Peter Collins zugesagt hatten, machten sich die beiden Produzenten auf die Suche nach einem Sänger, der die unterschiedlichen Musikstile der Band vereinen konnte. Evans und Collins waren bereits eine Liste von über 100 verschiedenen Sängern durchgegangen, als Portnoy Casey McPherson vorschlug.
Nach fast einem Jahr Planung wurde das erste mit dem Bandnamen betitelte Album innerhalb von neun Tagen im Januar 2011 fertiggestellt. Im November 2011 wurde das Album von Michael Brauer, der bereits mit den Rolling Stones, Bob Dylan und Coldplay zusammengearbeitet hatte, abgemischt. Flying Colors wurde am 26. März 2012 veröffentlicht. Der Bandname stammt von Peter Collins. Er sagte zu den Musikern: „Gentlemen, you passed with flying colors.“ („Leute, ihr habt mit Bravour bestanden.“).

## Pressemeinungen
Tony Conley von Rock Guitar Daily nannte das erste Album „ein erstaunliches Album, das eine enorme Zahl von Musikstilen abdeckt“ und „eines der besten Debutalben einer Band, das sie jemals gehört haben“.
Das Magazin Rock & Roll Circus bewertete das Album mit zehn von zehn Punkten, in der Rezension wurde das Album folgend beschrieben: „Besser als Flying Colors mit ihrem Debüt kann man es nicht machen. Flying Colors demonstrieren die hohe Kunst, wie ein Schmelztiegel weit mehr als Durchschnittsware hervorbringen kann. … Ein absoluter Pflichtkauf für jeden Hörer anspruchsvoller Rockmusik und alle Metaller, die gerne über den Tellerrand schauen und ihren Idolen beim Zaubern zuhören wollen.“
Das Drummer Magazine wählte das Debüt zum Album des Monats, auch von Rock Gig bekam es sehr gute Bewertungen. MusicRadar nannte das Album „wirklich hervorragend“, das Guitar & Bass Magazine beschrieb es als „ein unglaubliches Album“.
Matt Collar von Allmusic schrieb in seiner Rezension: „… Flying Colors delivers a batch of experimental and progressive rock that still makes room for melodic pop elements.“ („… Flying Colors liefern eine Menge an Experimental- und Progressive Rock ab, die trotzdem noch Raum für melodische Popelemente lassen.“)

## Diskografie

### Alben
| Jahr | Titel                         | Höchstplatzierung, Gesamtwochen, AuszeichnungChartplatzierungen (Jahr, Titel, Platzierungen, Wochen, Auszeichnungen, Anmerkungen) | Höchstplatzierung, Gesamtwochen, AuszeichnungChartplatzierungen (Jahr, Titel, Platzierungen, Wochen, Auszeichnungen, Anmerkungen) | Höchstplatzierung, Gesamtwochen, AuszeichnungChartplatzierungen (Jahr, Titel, Platzierungen, Wochen, Auszeichnungen, Anmerkungen) | Höchstplatzierung, Gesamtwochen, AuszeichnungChartplatzierungen (Jahr, Titel, Platzierungen, Wochen, Auszeichnungen, Anmerkungen) | Höchstplatzierung, Gesamtwochen, AuszeichnungChartplatzierungen (Jahr, Titel, Platzierungen, Wochen, Auszeichnungen, Anmerkungen) | Anmerkungen                                                     |
| Jahr | Titel                         | DE | AT | CH | UK | US | Anmerkungen                                                     |
| ---- | ----------------------------- | --- | --- | --- | --- | --- | --------------------------------------------------------------- |
| 2012 | Flying Colors                 | DE55 (1 Wo.)DE | — | CH44 (1 Wo.)CH | — | US81 (1 Wo.)US |                                                                 |
| 2013 | Live in Europe                | DE71 (1 Wo.)DE | — | — | — | — | live aufgenommen am 20. September 2012 in Tilburg (Niederlande) |
| 2014 | Second Nature                 | DE40 (1 Wo.)DE | — | CH24 (3 Wo.)CH | UK82 (1 Wo.)UK | US74 (1 Wo.)US |                                                                 |
| 2015 | Second Flight: Live at the Z7 | DE58 (1 Wo.)DE | — | CH45 (1 Wo.)CH | — | — | live aufgenommen am 12. Oktober 2014 in Pratteln (Schweiz)      |
| 2019 | Third Degree                  | DE16 (2 Wo.)DE | AT44 (1 Wo.)AT | CH11 (3 Wo.)CH | UK99 (1 Wo.)UK | — |                                                                 |
| 2020 | Third Stage: Live in London   | DE30 (1 Wo.)DE | AT73 (1 Wo.)AT | CH35 (1 Wo.)CH | — | — |                                                                 |

### Videoalben
| Jahr | Titel                       | Höchstplatzierung, Gesamtwochen, AuszeichnungChartplatzierungen (Jahr, Titel, Platzierungen, Wochen, Auszeichnungen, Anmerkungen) | Höchstplatzierung, Gesamtwochen, AuszeichnungChartplatzierungen (Jahr, Titel, Platzierungen, Wochen, Auszeichnungen, Anmerkungen) | Höchstplatzierung, Gesamtwochen, AuszeichnungChartplatzierungen (Jahr, Titel, Platzierungen, Wochen, Auszeichnungen, Anmerkungen) | Höchstplatzierung, Gesamtwochen, AuszeichnungChartplatzierungen (Jahr, Titel, Platzierungen, Wochen, Auszeichnungen, Anmerkungen) | Höchstplatzierung, Gesamtwochen, AuszeichnungChartplatzierungen (Jahr, Titel, Platzierungen, Wochen, Auszeichnungen, Anmerkungen) | Anmerkungen |
| Jahr | Titel                       | DE | AT | CH | UK | US | Anmerkungen |
| ---- | --------------------------- | --- | --- | --- | --- | --- | ----------- |
| 2020 | Third Stage: Live in London | — | — | — | UK1 (2 Wo.)UK | — |             |

## Galerie

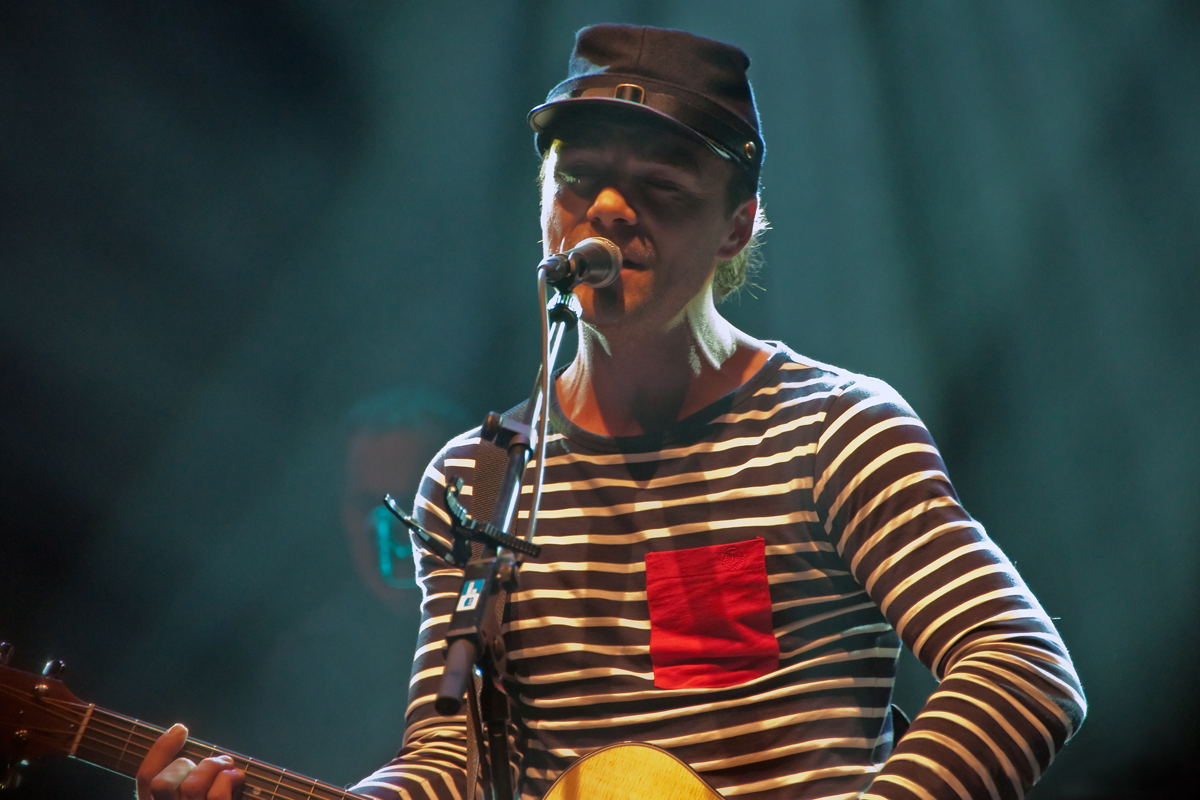
Casey McPherson
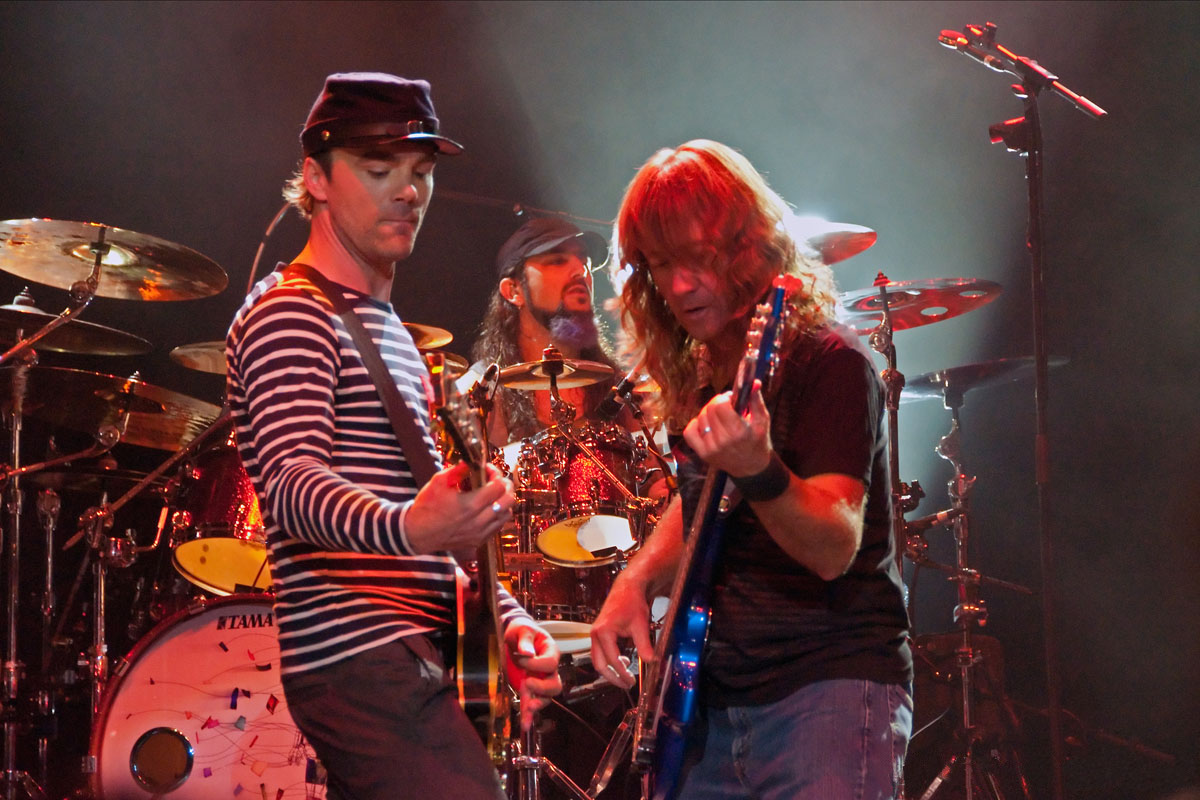
v. l. n. r.: Casey McPherson, Mike Portnoy, Dave LaRue
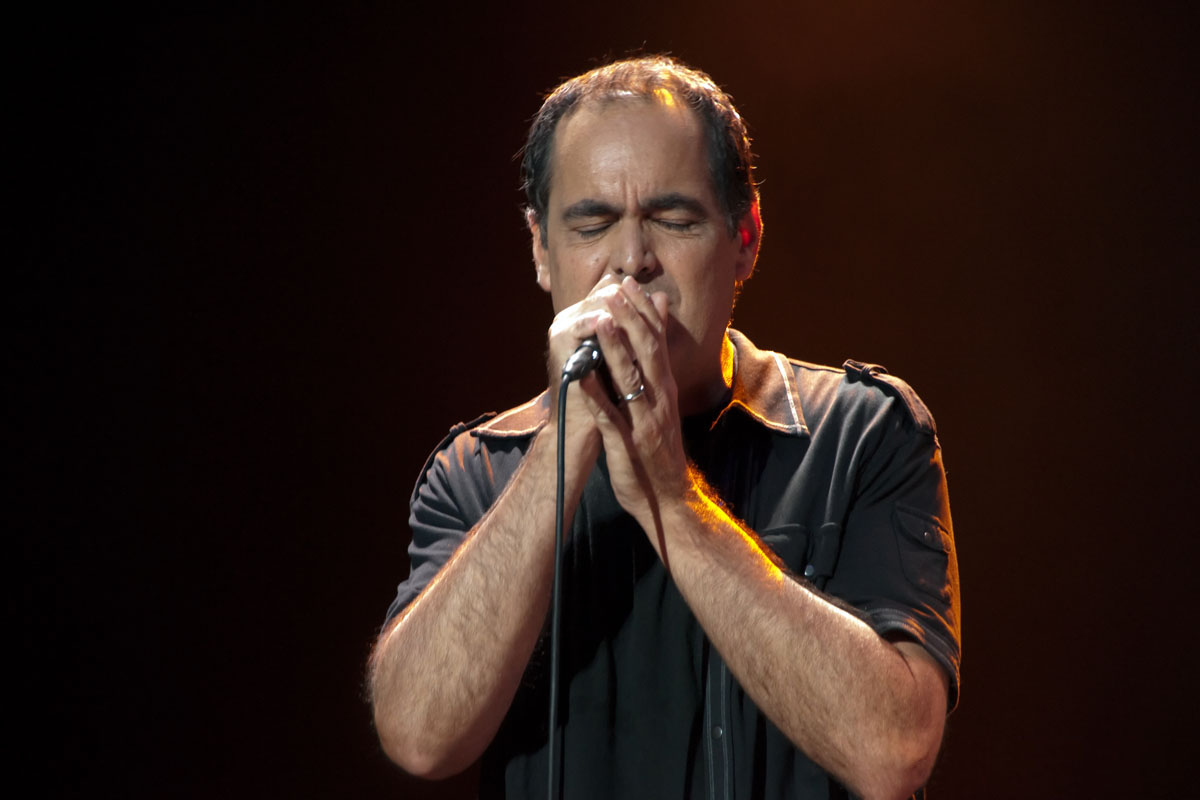
Neal Morse
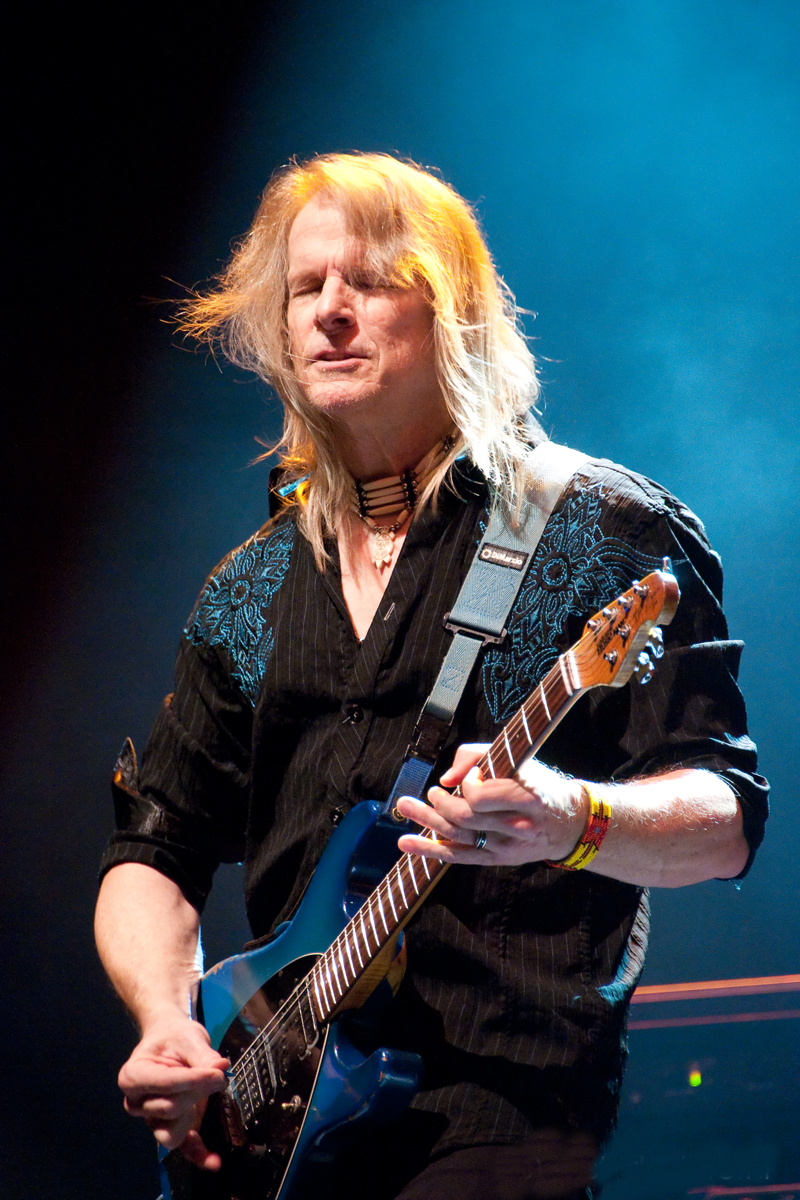
Steve Morse
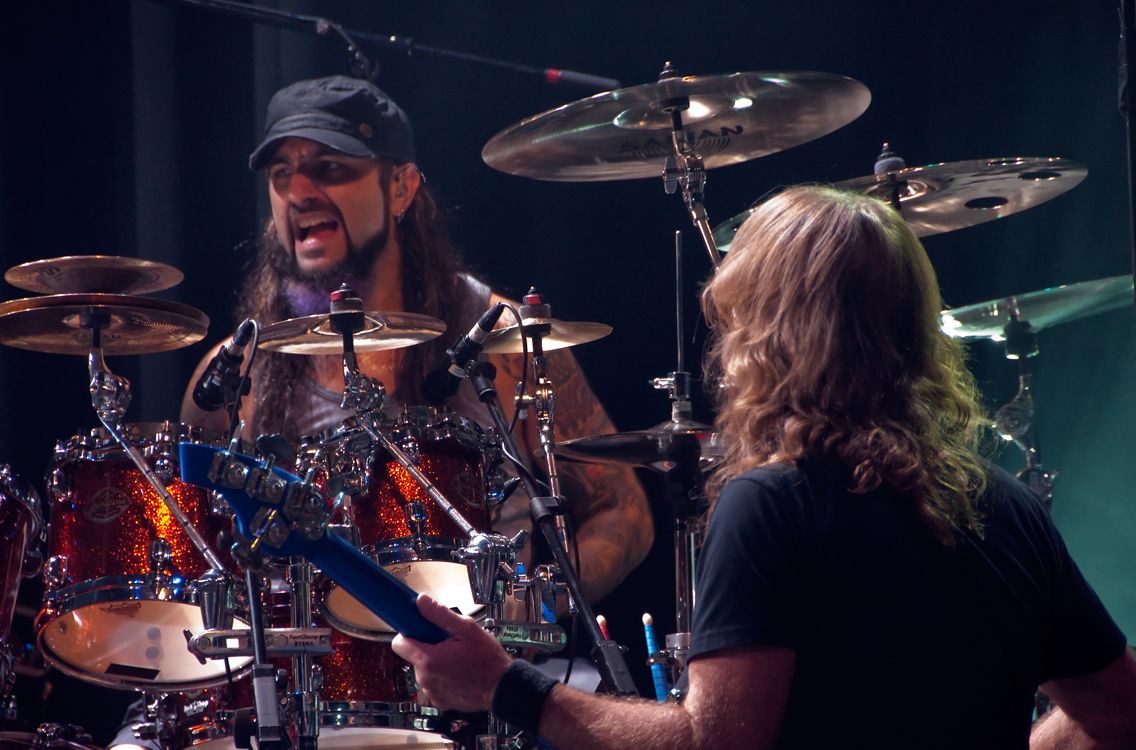
v. l. n. r.: Mike Portnoy, Dave LaRue
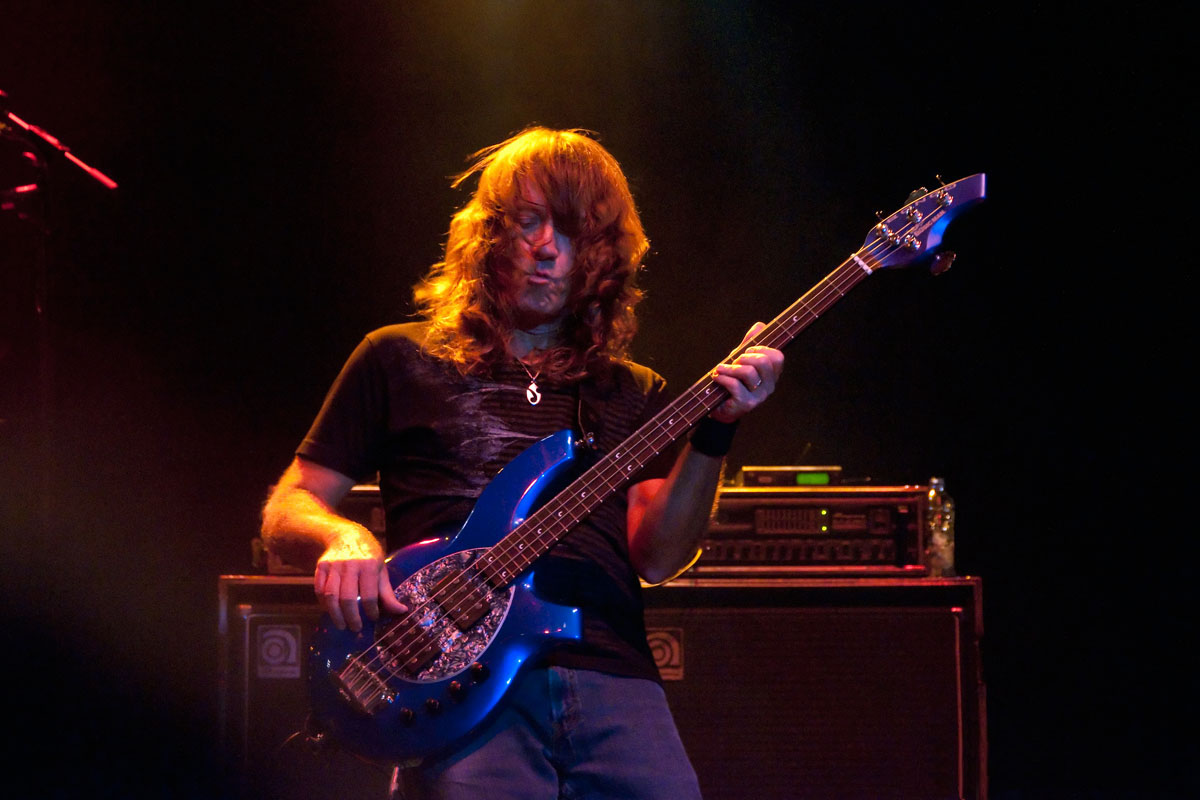
Dave LaRue